# Ape Escape 3
Ape Escape 3 (Saru Getchu 3, en Japón) es un videojuego de plataformas desarrollado y publicado por Sony para la consola de videojuegos PlayStation 2. Fue lanzado por primera vez en Japón el 14 de julio de 2005, y más tarde fue lanzado en Norteamérica el 17 de enero de 2006 y en Europa el 5 de mayo de 2006. En Japón, fue Best Label dos veces, el 2 de noviembre de 2005 y el 5 de julio de 2007. Este juego marcó el regreso de Soichi Terada como compositor (anteriormente participó en Ape Escape, pero no en Ape Escape 2, donde fue reemplazado por Koji Hayama). Hasta ahora es el último Ape Escape de la franquicia, ya que todos los otros lanzamientos han sido spin-off o juegos de mesa. Hasta junio de 2020, no hay más novedades de un Ape Escape 4.

## Historia
Todo comienza cuando Specter, líder del Pipo Mono, encuentra un casco de mono, y contrata al científico humano Dr. Tomuki (Dr. Tomoki en la versión de EE. UU.) para ayudarle en sus malvados planes. Establecen las estaciones de televisión protegidos por el grupo de monos Freaky Five donde planean emitir programas de televisión en todo el mundo. En la televisión se muestra que en cada estación se muestran las actividades de los seres humanos, excepto de los gemelos Satoru y Sayaka (Kei y Yumi), su tía Aki y Natsumi (Natalie) en un trance sin sentido. Cuando Natsumi informa a Satoru y Sayaka que Kakeru (Pico), Hikaru (Jimmy) y el profesor estaban todos infectados por el programa de televisión, los gemelos van a atrapar a los monos y frustrar los planes de Specter y Tomuki.
Su misión es ir a cada escenario de película, capturar a todos los monos allí y destruir el satélite allí. Satoru y Sayaka capturan fácilmente a White Monkey, Blue Monkey, y Yellow Monkey. Cuando llegan a la estación de televisión donde está Pink Monkey, los gemelos intentan capturarla, pero se escapa. Se las arreglan para capturar a Red Monkey después.
Cuando llegan a Tomuki City, Tomuki los desafía a una batalla en su robot gigante Tomo-Rey. Tomuki, después de haber sido derrotado por Satoru y Sayaka, y ser humillado por Specter, les permite tomar su cohete al espacio para derrotar a su expareja. Una vez que llegan a la base de operaciones espacial de Specter: Estación Espacial Saru-3, capturan a todos los monos y desactivan las películas, se van de camino a por Specter. Cuando llegan a Specter, les dice su plan sobre cómo va a usar su estación espacial para cortar la tierra en dos y quedarse con una mitad de la misma para los monos (dejando la otra mitad, destinado originalmente para Tomuki, a los seres humanos). Después se sube en su nuevo Gorillac Mech y trata de poner en marcha su plan. Es derrotado y los dos escapan del satélite, dejando a Tomuki dar su vida para desactivar los Cielos Gemelos (después se revela que sobrevive). Luego de que Specter es derrotado, Pink Monkey lo libera a él y al resto de Freaky Five, los gemelos los vuelven a capturar y Aki localiza donde se encuentra Specter, Satoru y Sayaka se plantan allí para capturarle otra vez. Para completar el juego al cien por cien, todos los cuatrocientos cuarenta y dos monos tienen que ser capturados, todas las pruebas de tiempo tendrán que ser completadas con un tiempo de oro, y todos los elementos, CDs, cintas de vídeo (excepto el 28), Car Skins, pistas de baile Genie, libros, etc., tienen que ser comprados. El juego tiene un total de cuatrocientos treinta y cuatro monos, además de otros ocho monos desbloqueados por medio de códigos.

## Jugabilidad
Jugando como sea Satoru o Sayaka, el juego sigue la misma línea de sus 2 anteriores versiones, en el que el jugador debe coger varios monos mediante el uso de diversos aparatos controlados con stick analógico derecho. Si bien hay menos aparatos en este juego que en anteriores entradas, una nueva característica de este juego es la capacidad de transformarse en diversos equipos a través de un dispositivo construido por Aki.

## Mini juegos
Como en las entregas anteriores, el juego poseé 3 minijuegos secretos, que uno accede a ellos una vez que se va completando el juego. Éstos son: Mesal Gear Solid, Throw Stadium y Ultim-ape fighter

### Mesal Gear Solid
Parodia del popular juego Metal Gear Solid, en donde interpretarás a Solid Snake pero en versión mono, tendrás que escabullirte e infiltrarte en las bases de los monos.

### Super Monkey Throw Stadium!
Juego de lanzamiento de martillo con monos en el que se podrá elegir entre 8 monos para ser el lanzador y 8 monos para ser el martillo.

## Ultim-ape fighter
Es un juego de lucha que emula clásicos de los videojuegos como el Tekken, Street Fighter o King of Fighters

## Monos secretos
Hay algunos monos en el juego que solo se pueden acceder a ellos mediante códigos, por ejemplo: Spork y Shimmy, son monos que lucen como Kakeru y Hikaru. Ape Ratchet y otros monos (incluido el Pipotron Trio) también son desbloqueables con códigos.

## Secuelas
Anunciados en el 2010, 2 juegos fueron confirmados para Playstation 3 por Japan Studio. Ape Escape Move, and Ape Escape 4. Ape Escape move fue lanzado en 2010, sin embargo en del Ape Escape 4 todavía no hay noticias.

## Recepción
El juego recibió críticas positivas por la mayoría de los críticos.
- X-Play le dio un 3/5.
- Game Informer lo puntuó 8.5/10

La puntuación máxima de 90/100 declaró: "Esta es la mejor y la más enérgica de los Ape Escape, que es débil elogio si sólo familiarizado con la versión de PSP a medias reciente. Computer Games Magazine "
- La puntuación más baja de 60/100 declaró: "No está mal hecho - un juego simple, del promedio." EuroGamer

- Datos: Q2316722